# Gueydon
Gueydon – francuski krążownik pancerny z przełomu XIX i XX wieku. Jednostka typu Gueydon. 
Krążownik wyposażony był w 20 opalanych węglem kotłów parowych Niclausse i trzy maszyny parowe potrójnego rozprężania (z tłokami pionowymi). Zapas paliwa był równy 1575 ton. Okręt uzbrojony był w dwie armaty okrętowe 194 mm L40 Mod1893-96, osiem armat 140 mm L45 M1893-96, cztery armaty 100 mm, szesnaście armat trzyfuntowych, cztery armaty jednofuntowe i dwie wyrzutnie torped kal. 450 mm.
„Gueydon” brał udział w I wojnie światowej. Po wojnie pełnił rolę okrętu szkolnego. Z listy floty skreślony w 1942 roku.
Po zdobyciu Francji przez Niemcy, kadłub „Gueydona” wraz z okrętami „Aisne” i „Oise” służył w porcie w Breście jako atrapa pozorująca tam dla lotnictwa niemiecki pancernik „Scharnhorst”.

## Bibliografia

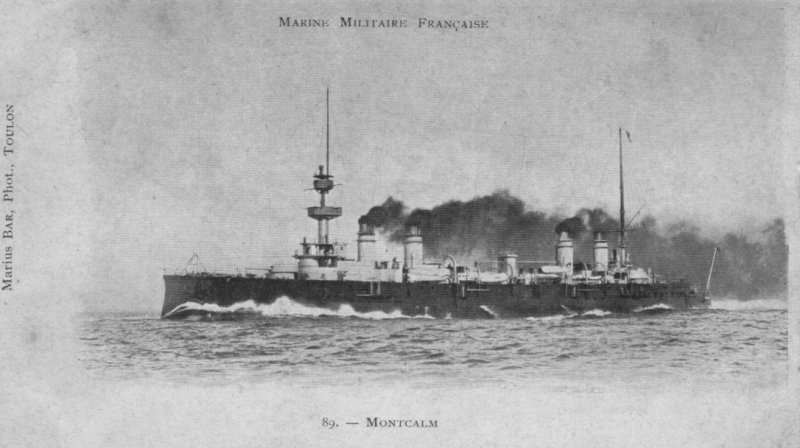
Bliźniaczy krążownik „Montcalm”